# جيليا
جيليا (بالإيطالية: Guiglia)‏ هي بلدية في مقاطعة مودينا في إقليم إميليا رومانيا الإيطالي.

## السكان
في سنة 1861 بلغ عدد السكان 3٬485 نسمة، وتطور العدد ليصل في سنة 2011 لـ 3٬999 نسمة.
يظهر هذا المخطط البياني تطور النمو السكاني لـ جيليا